# 陸嘉榮
陸嘉榮（Kevin Lok，1973年—2002年1月31日），生於香港，畢業於番禺會所華仁小學和鄧肇堅維多利亞官立中學，生前是一名足球運動員，司職守門員，曾效力傑志、駒騰、南華等香港甲組足球聯賽球會。因假波案被罰終身停賽，2002年因為腹膜癌逝世，終年28歲。

## 球員生涯
1985年夏天，隨香港學界足球代表隊到日本東京參加亞洲小學足球錦標賽。 
1992-93年度球季，陸嘉榮於重返香港甲組足球聯賽的老牌球會傑志，初次在甲組亮相，擔任鍾皓賢的副選門將。
1994年夏天，隨同班主吳志強過檔駒騰，由於班主吳志強不滿意球隊首席門將鍾皓賢表現，令陸嘉榮獲得不少正選上陣把關的機會。
1995年夏天，陸嘉榮「上山」加盟老牌班霸南華，惟一直長居後備。直至1997-98年度球季，主力門將希福特季中離隊，令下半季擔任南華正選門將，並且入選香港隊，出戰1998年世界盃外圍賽對泰國、南韓。

## 打假波案
1998年6月，香港廉政公署與警方進行聯合反賭波行動期間，拘捕當時香港足球隊代表陳子江，他承認在1998世界盃亞洲區外圍賽中，以不誠實手法導致港隊輸波。廉署調查發現，陳子江涉嫌串通其餘港腳包括正值當打年齡的前鋒韋君龍、門將陸嘉榮、後衛陳志強、翼鋒劉志遠等人涉及操控球賽被判入獄，全球終身停賽。